# 19-я дивизия подводных лодок
19-я дивизия подводных лодок (19 ДиПЛ) — соединение подводных лодок Северного флота СССР и России, существовавшее в 1969—1992 годах. Имела однородный состав — на протяжении всей своей истории имела на вооружении РПКСН проекта 667А «Навага» / 667АУ «Налим».

## История

ПЛ проекта 667А. Длина 132 м, водоизмещение 7850/10100 т, 16 БРПЛ Р-27

Директивой начальника штаба Северного флота от 19 февраля 1969 года в составе 12-й эскадры подводных лодок предписывалось создать 19-ю дивизию из стратегических атомных подводных лодок проекта 667А «Навага». Одновременно 12-я эскадра переформировывалась в 3-ю флотилию подводных лодок.
3 сентября 1969 года в состав 19-й дивизии вошла первая подводная лодка — К-210, в ноябре к ней добавились К-137 «Ленинец» и находящаяся на боевой службе К-26, все три корабля были переданы из состава 31-й ДиПЛ. После возвращения К-26 с боевой службы её командир, В. В. Лободенко, назначен заместителем командира 19-й ДиПЛ.
Первым командиром формирующейся 19-й дивизии стал выпустившийся из Академии Генштаба капитан 1-го ранга В. Н. Чернавин, вскоре получивший звание контр-адмирал. Первым начальником штаба стал А. П. Матвеев, внёсший значительный вклад в подбор флагманских специалистов дивизии, значительная часть которых была назначена из экипажей первых двух АПЛ проекта 667А, что позволило сохранить и передать их богатый опыт экипажам вступающих в строй кораблей. 3 декабря 1969 года формирование штаба и управления дивизии было завершено. К концу 1972 года завершилось комплектование дивизии корабельным составом, в строю находились 11 РПКСН проекта 667А, ещё одна лодка, К-408, после вхождения в состав дивизии совершила в 1971 году межтеатровый трансарктический переход и вошла в состав 8-й ДиПЛ Тихоокеанского флота.
В 19-й дивизии была проделана большая работа по повышению уровня подготовки вторых экипажей кораблей. Ранее первый экипаж являлся основным, а второй зачастую был резервным, предназначенным для выполнения замен в основном экипаже, однако ужесточившиеся требования к интенсивности использования РПКСН второго поколения привели к необходимости использования вторых экипажей для несения самостоятельных боевых служб в рамках так называемого «Цикла» — цикличного использования кораблей для несения боевой службы в районах боевого патрулирования. По сравнению с неоднократно критиковавшейся Главным штабом ВМФ за использование «на износ» первых экипажей 31-й дивизией, в 19-й ДиПЛ с самого образования боролись с неравенством в подготовке, в том числе переименованиями «первых» экипажей во «вторые» и наоборот.
В 1972 году к дивизии для формирования и отработки экипажа была временно прикреплена К-279, головная подводная лодка проекта 667Б, переданная затем в 41-ю ДиПЛ. В этот период дивизию посетил министр бороны маршал А. А. Гречко, перед которым руководству дивизии пришлось отстаивать необходимость межпоходовых ремонтов. По мнению маршала подводные лодки могли после возвращения в базу, смены экипажа и пополнения запасов немедленно снова выходить на боевую службу, и только приведение аналогии с танками, которым необходимы профилактические ремонты через каждые 500 км пробега, позволило убедить министра в необходимости межпоходового технического обслуживания атомных кораблей. Во время того же визита маршал сравнил РПКСН с 16-ю баллистическими ракетами с дивизией РВСН и дал указание присваивать командирам таких кораблей звание контр-адмирала (аналог звания генерал-майора для командира ракетной дивизии). Впоследствии от этой идеи отказались, во многом потому, что заместители командира дивизии и начальник штаба (выходившие на АПЛ в море в качестве старших на борту) не могли иметь звание выше капитана 1-го ранга, но несколько командиров РПКСН проекта 667Б всё-таки стали контр-адмиралами.
В 19-й дивизии велась научно-практическая работа, были разработаны инструкции по применению астронавигационного и ракетного комплексов АПЛ проекта 667А, внедрённые затем в руководящие флотские документы.
Изначально каждый корабль в составе дивизии после ввода в строй имел два экипажа, к концу 1970-х годов после частичного сокращения каждый из сохранившихся вторых экипажей был прикреплён попеременно к двум кораблям.
В 1975—1980 годах три лодки были переоборудованы по проектам 667АТ, 667М и 667АК с демонтажом изначального ракетного вооружения, взамен в 1982 году состав дивизии пополнился тремя стратегическими АПЛ проекта 667АУ.
В октябре 1986 года в Саргассовом море погибла находящаяся на боевой службе АПЛ К-219 с экипажем К-241-1 на борту, командир — И. А. Британов. Три члена экипажа погибли непосредственно в ходе возникновения аварии, матрос-спецтрюмный Сергей Преминин ценой своей жизни заглушил реакторы, предотвратив ядерную катастрофу, ещё четверо моряков умерли от ран уже после эвакуации на оказывающее помощь судно, весь остальной экипаж спасся, командир последним покинул тонущий корабль. После катастрофы экипаж К-219-1 был переведён на К-241, экипаж К-219-2 стал экипажем К-245-2. Экипаж К-241-1 был расформирован.
С 1988 года в связи с подписанием договора ОСВ-1 АПЛ дивизии начали выводиться из состава флота и отправляться на утилизацию. Последнюю боевую службу дивизии в 1992 году совершила головная лодка проекта 667А К-137 «Ленинец», завершив службу лодок своего проекта.
Осенью 1992 года К-444 своим ходом (с символической имитацией буксировки) перешла в Северодвинск для последующей утилизации, старшим на борту являлся командир 19-й дивизии О. Н. Лазарев. В декабре 1992 года 19-я дивизия была расформирована, остававшиеся в составе отдельные корабли (К-228, К-444) были формально переданы 31-й дивизии, но в боевой состав при этом уже не входили.
| Наименование    | Предыдущая служба     | Период в строю | Дальнейшая служба                                     |
| --------------- | --------------------- | -------------- | ----------------------------------------------------- |
| К-137 «Ленинец» | Переданы из 31-й ДиПЛ | 1969—1994      | Выведены из состава флота                             |
| К-26            | Переданы из 31-й ДиПЛ | 1969—1988      | Выведены из состава флота                             |
| К-210           | Переданы из 31-й ДиПЛ | 1969—1988      | Выведены из состава флота                             |
| К-249           | Построены («Севмаш»)  | 1969—1988      | Выведены из состава флота                             |
| К-408           | Построены («Севмаш»)  | 1970—1971      | Передана в 8-ю ДиПЛ ТОФ                               |
| К-418           | Построены («Севмаш»)  | 1970—1976      | Выведена из состава флота                             |
| К-420           | Построены («Севмаш»)  | 1970—1991      | Переоборудованы в ПЛАРК и переданы 24-й ДиПЛ          |
| К-423           | Построены («Севмаш»)  | 1970—1987      | Переоборудованы в ПЛАРК и переданы 24-й ДиПЛ          |
| К-403           | Построены («Севмаш»)  | 1971—1981      | Переклассифицирована в опытовую, передана 203-й ОБрПЛ |
| К-214           | Построены («Севмаш»)  | 1971—1991      | Выведены из состава флота                             |
| К-228           | Построены («Севмаш»)  | 1972—1994      | Выведены из состава флота                             |
| К-241           | Построены («Севмаш»)  | 1972—1992      | Выведены из состава флота                             |
| К-245           | Переданы из 31-й ДиПЛ | 1979—1992      | Выведены из состава флота                             |
| К-219           | Переданы из 31-й ДиПЛ | 1982—1986      | Погибла в Саргассовом море 6 октября 1986 года        |
| К-426           | Переданы из 31-й ДиПЛ | 1982—1990      | Выведены из состава флота                             |
| К-444           | Переданы из 31-й ДиПЛ | 1982—1992      | Выведены из состава флота                             |

## Командиры
- 1969—1972: контр-адмирал Чернавин, Владимир Николаевич
- 1972—1973: контр-адмирал Коробов, Вадим Константинович
- 1973—1976: контр-адмирал Лободенко Вилен Васильевич
- 1976—1980: контр-адмирал Лойкконен Гарри Генрихович
- 1980—1982: контр-адмирал Порошин, Василий Алексеевич
- 1982—1986: контр-адмирал Шабалин Геннадий Александрович
- 1986—1989: контр-адмирал Патрушев Виктор Васильевич
- 1989—1991: контр-адмирал Попов, Вячеслав Алексеевич
- 1991—1992: капитан 1-го ранга Лазарев Олег Николаевич

Начальники штаба:
- 1969—1970: Матвеев Анатолий Петрович
- 1970—1973: Лободенко Вилен Васильевич
- 1973—1976: Лойкконен Гарри Генрихович
- 1976—1980: Сальников Леонид Михайлович
- 1980—1983: Кувалдин Олег Николаевич
- 1983—1987: Малов Николай Николаевич
- 1987—1991: Лазарев Олег Николаевич
- 1991—1992: Лашин Александр Григорьевич